# Plataforma R4V

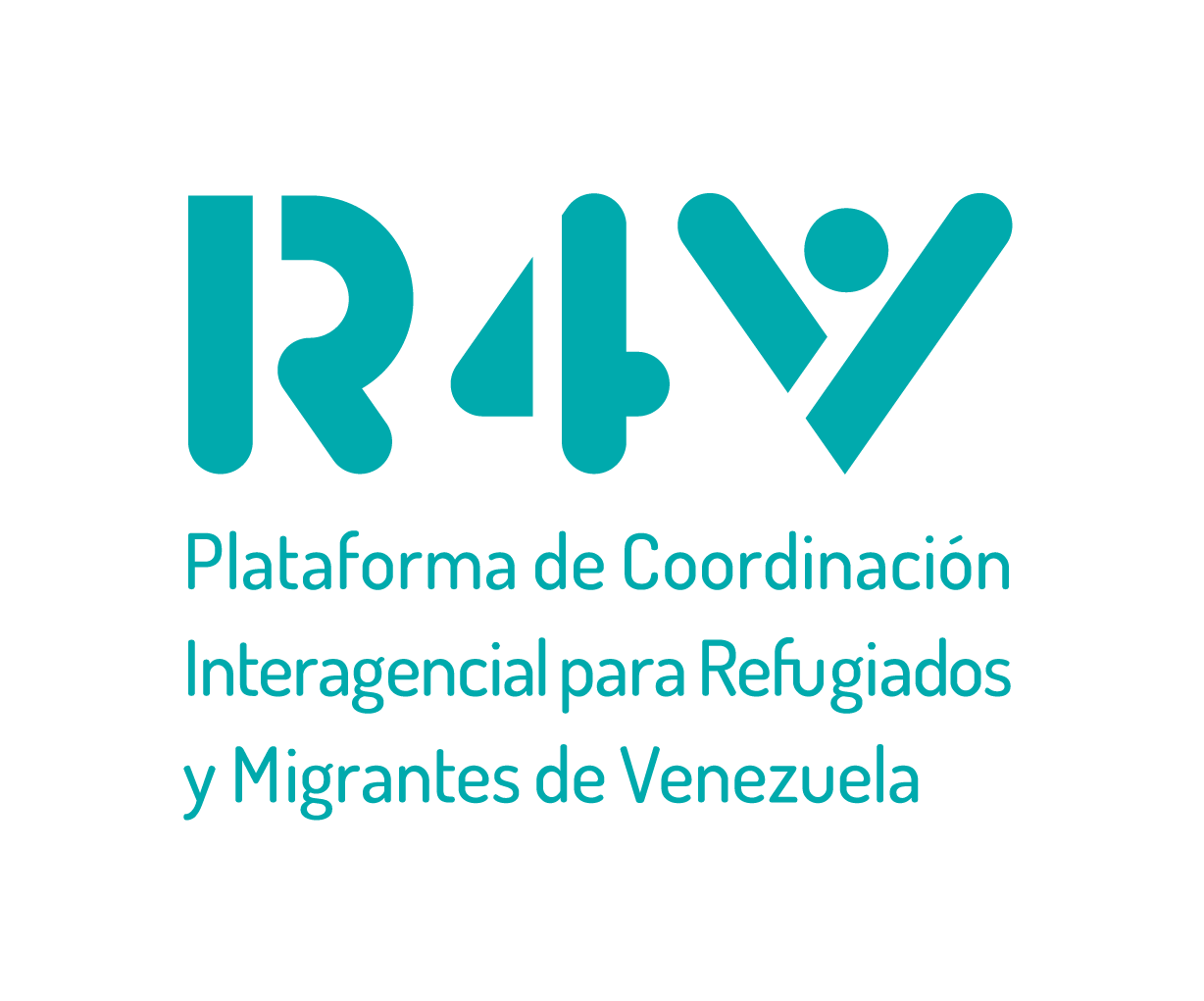

La Plataforma de Coordinación Interagencial para Refugiados y Migrantes de Venezuela (Plataforma R4V) es un mecanismo de coordinación regional coliderado por la Agencia de la ONU para los Refugiados (ACNUR) y la Organización Internacional para las Migraciones (OIM) para responder al desplazamiento de personas refugiadas y migrantes de Venezuela en América Latina y el Caribe. 
La Plataforma R4V está conformada por más de 230 organizaciones socias en 17 países de América Latina y el Caribe, y ha recibido el apoyo de instituciones internacionales de financiamiento y más de 30 donantes del sector privado e institucional. 

## Historia
En 2018, más de 3 millones de personas habían salido de Venezuela. Por este motivo, en abril de ese año, el Secretario General de las Naciones Unidas, António Guterres, dio directrices para que la OIM y el ACNUR lideraran y coordinaran una respuesta regional coherente y consistente para promover la protección, el acceso a servicios básicos, la autosuficiencia y la integración socioeconómica de las personas migrantes y refugiadas de Venezuela, así como a las comunidades que las acogen. Esta respuesta coordinada es la que hoy en día se ha convertido en la Plataforma R4V. 
De acuerdo con la Plataforma R4V, a noviembre de 2024, cerca de 7,9 millones de personas refugiadas y migrantes de Venezuela han salido de su país y más del 85% vive en América Latina y el Caribe.

## Objetivos
La Plataforma de Coordinación R4V tiene como objetivo coordinar la respuesta de las varias agencias de la ONU, ONGs y organizaciones de la sociedad civil que brindan apoyo y servicios a las personas migrantes y refugiadas de Venezuela en la región, con la meta de complementar la respuesta de los gobiernos que acogen a personas refugiadas y migrantes. Además, funciona como una herramienta de planificación, incidencia y levantamiento de fondos. Por último, la Plataforma R4V es un mecanismo de transparencia y rendición de cuentas para asegurar que todas las actividades sean inclusivas y eficaces.

## Plan de Respuesta para Refugiados y Migrantes de Venezuela
El Plan de Respuesta para Refugiados y Migrantes de Venezuela] (RMRP) es un instrumento de planificación e incidencia anual. El Plan guía la respuesta para las personas migrantes y refugiadas de Venezuela y funciona como un mecanismo de coordinación y un marco de apoyo para recaudar fondos entre las organizaciones socias. El RMRP se basa en evaluaciones realizadas por los socios del RMRP realizadas en el terreno, mediante las cuales identifican las necesidades prioritarias de las personas refugiadas y migrantes de Venezuela, y de las comunidades de acogida afectadas. Además, describe las estrategias de respuesta e indica las necesidades financieras de todos los socios de la Plataforma. 
La Plataforma Regional R4V lidera y coordina el desarrollo de los planes de respuesta junto con las Plataformas Nacionales y Subregionales, los Sectores de R4V y todas las organizaciones socias. Todas las estrategias y actividades articuladas en el Plan son elaboradas en complementariedad con el trabajo de los gobiernos de los países de acogida.
El primer RMRP se desarrolló en 2018 y para 2024 había servido para movilizar más de USD 3.360 millones en financiamiento para las actividades incluidas, también convocando a la comunidad de donantes en tres Conferencias Internacionales de Donantes (en 2020, 2021 y 2023).

## Estructura, roles y responsabilidades

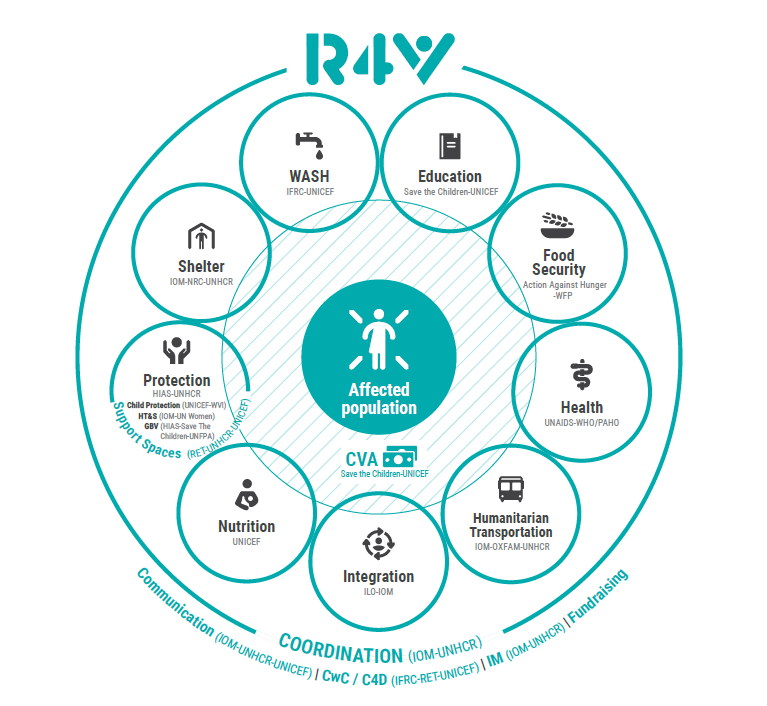
Estructura de coordinación de la Plataforma R4V

La estructura de coordinación regional de la Plataforma R4V se divide en nueve sectores temáticos. Los sectores están liderados por cerca de 20 organizaciones ONU, ONGs y actores de la sociedad civil expertas en el tema y conformado por distintos socios de la Plataforma R4V que trabajan en esas áreas: 
1. Agua, Saneamiento e Higiene: liderado por UNICEF (Fondo de las Naciones Unidas para la Infancia) y Save the Children. Tiene como objetivo promover el acceso a agua y saneamiento básico en los hogares, las instituciones educativas, los asentamientos informales, los comedores comunitarios, los cruces fronterizos y centros de salud para personas refugiadas y migrantes de Venezuela, tomando en cuenta sus necesidades específicas en función de su edad, género y diversidad.[7]
2. Alojamiento: liderado por ACNUR y OIM. Tiene como objetivo promover acceso a alojamiento temporal y permanente seguro a personas migrantes y refugiadas de Venezuela.[8]
3. Educación: liderado por UNICEF y Save The Children. Aboga por políticas públicas que aseguren el derecho a la educación de niños, niñas y adolescentes refugiados y migrantes y promueve el acceso, permanencia y culminación de sus estudios.[9]
4. Integración: liderado por OIM y la Organización Internacional del Trabajo (OIT). Estudia e implementa enfoques, colaboraciones e instrumentos para promover la integración socioeconómica de las personas migrantes y refugiadas de Venezuela considerando factores como género, edad y diversidad, contribuyendo al mismo tiempo al desarrollo sostenible local.[10]
5. Nutrición: liderado por UNICEF. Aborda las necesidades de nutrición de niños y niñas venezolanos menores a cinco años, así como de mujeres embarazadas y lactantes. Busca prevenir, identificar y tratar la desnutrición fortaleciendo servicios locales, proveyendo suministros y sensibilizando sobre los comportamientos para promover prácticas alimentarias saludables.[11]
6. Protección: liderado por ACNUR y el Consejo Noruego para Refugiados (NRC). Busca prevenir los riesgos que enfrentan las personas refugiadas y migrantes de Venezuela a través de la provisión de servicios y mecanismos de protección. Estos incluyen el acceso al territorio, el registro y documentación, la regularización, los sistemas de asilo, el monitoreo de frontera, el acceso al registro de nacimiento y la confirmación de nacionalidad, entre otros.[12] El Sector de Protección cuenta además con tres subsectores: 
  - Protección de la niñez: liderado por UNICEF y World Vision International (WVI). En situaciones de emergencia, la niñez corre el riesgo de sufrir daños y abusos vinculados a su edad. El subsector promueve una coordinación estratégica y una respuesta efectiva en protección de la niñez y adolescencia en situaciones de emergencia.[13]
  - Violencia basada en género: liderado por ACNUR, UNFPA y Save The Children. Busca fortalecer la coordinación de las organizaciones para prevenir, responder y mitigar los riesgos de violencia basada en género y promover el acceso a servicios especializados para sobrevivientes de violencia basada en género.[14]
  - Trata y tráfico de personas: liderado por ONU Mujeres y UNODC. Su objetivo es coordinar una estrategia de prevención y respuesta a la trata de personas y el tráfico ilícito de personas, ofreciendo orientación y asistencia técnica a las autoridades nacionales y a la sociedad civil.[15]
7. Salud: liderado por la OMS/OPS y Save the Children. Trabaja para mejorar el acceso a servicios de salud de personas migrantes y refugiadas de Venezuela, apoyando a la coordinación sanitaria transfronteriza y fortaleciendo la participación comunitaria para asegurar el acceso igualitario a la salud sin discriminación.[16]
8. Seguridad alimentaria: liderado por Acción Contra el Hambre (ACH) y el Programa Mundial de Alimentos (PMA). Trabaja para mejorar la seguridad alimentaria de personas refugiadas y migrantes de Venezuela, principalmente a través de la asistencia en efectivo o váuchers para permitir que las personas elijan sus propios alimentos, y promoviendo su inclusión en los sistemas nacionales de protección social.[17]
9. Transporte humanitario: liderado por OIM, ACNUR y OXFAM. Proporciona transporte seguro, humano y digno dentro de las fronteras de un país a personas refugiadas y migrantes de Venezuela en situación de vulnerabilidad para mitigar riesgos de trata y tráfico de personas y violencia basada en género. Así mismo, facilita su acceso a bienes y servicios esenciales, como educación, servicios sanitarios, medios de subsistencia, y procedimientos de regularización migratoria y de determinación del estatuto de refugiado.[18]

Además, la Plataforma Regional R4V cuenta con cuatro grupos de trabajo (Comunicación, CwC/AAP, Espacios de Apoyo y CVA), y es complementada por Plataformas Nacionales y Subregionales, que coordinan el trabajo de los socios en sus respectivas áreas geográficas y colaboran con los gobiernos de los países de acogida. En cada uno de los países, se encargan de la coordinación operativa y de la aplicación del Plan de Respuesta para Refugiados y Migrantes. Dichas plataformas de coordinación existen en Brasil, Chile, Colombia, Ecuador y Perú – a nivel nacional – y en el Caribe, Centroamérica y México, y el Cono Sur – a nivel subregional. Su configuración se basa en el contexto de cada país y en las capacidades de los gobiernos y socios del RMRP, tomando en cuenta las estructuras de coordinación existentes. 

## Conferencia Internacional de Donantes en solidaridad con los refugiados y migrantes venezolanos
La primera Conferencia Internacional de Solidaridad sobre la Crisis de Refugiados y Migrantes de Venezuela fue liderada por la Unión Europea en 2019 en Bélgica. El objetivo del evento fue crear conciencia acerca de la situación de las personas migrantes y refugiadas de Venezuela en América Latina y el Caribe, así como de los esfuerzos de los países y comunidades que los acogen.
Esa conferencia y las siguientes iteraciones se trataron de eventos globales para visibilizar las necesidades de las personas refugiadas y migrantes de Venezuela, destacar los esfuerzos de los países que las acogen y llamar a la comunidad internacional para movilizar recursos adicionales. Las conferencias han sido organizadas por un Estado en colaboración con ACNUR, OIM y la Plataforma R4V.
El 26 de mayo de 2020, la segunda fue una Conferencia de Donantes convocada por la Unión Europea y el Gobierno de España, con el apoyo de Canadá, Noruega, ACNUR y OIM. El evento tuvo lugar de manera virtual y acogió compromisos de contribuciones por 2.790 millones de dólares (USD), que incluyen 653 millones de dólares (USD) en donaciones (el monto restante corresponde a compromisos de préstamos). Un informe desarrollado por Alinea y Canadá un año después (mayo de 2021), demostraba que, hasta la fecha, del total de las subvenciones prometidas, se había desembolsado el 56%, y, del total de las cantidades prometidas en préstamos, el 29,2%.
En 2021 y 2023, la Conferencia de Donantes fue organizada por el Gobierno de Canadá. En el marco de estas conferencias, la Plataforma R4V organizó eventos paralelos que tuvieron como objetivo mostrar el trabajo de los sectores regionales, así como los principales desafíos y brechas identificados para responder a las necesidades de las personas refugiadas y migrantes de Venezuela y de sus comunidades de acogida.